# Geun
Geun (koreanisch 근; Revidierte Romanisierung: geun; McCune-Reischauer: kŭn; Yale-Romanisierung: kun; auch romanisiert zu gun oder keun) ist ein sinokoreanischer Familienname, einsilbiger Vorname und Bestandteil zweisilbiger Vornamen.

## Familienname
Als Familienname wird Geun nur mit dem Hanja 斤 – „Axt“ wiedergegeben. In Korea ist Geun ein relativ seltener Familienname. Nach den Zahlen des südkoreanischen statistischen Dienstes (koreanisch 통계청, englisch Statistic Korea) trugen im Jahr 2015 nur 170 Personen den Familiennamen Geun.

## Vorname

### Hanja
Koreanische Namen werden auch in Hanja wiedergegeben um die Etymologie hervorzuheben und die Bedeutung zu klären. Die zur Verwendung stehenden Hanja für homophone Silben innerhalb von Vornamen sind von der Regierung Südkoreas festgelegt. Für die Silbe Geun stehen insgesamt 18 Hanja zur Verfügung:
1. 近 – „nahe“
2. 勤 – „arbeitsam, fleißig“
3. 根 – „Wurzel, Ursprung“
4. 斤 – „Axt“
5. 僅 – „nur, allein“
6. 墐 – „begraben“
7. 漌 – „bedacht, behutsam“
8. 槿 – „Blüte des Straucheibisch“
9. 瑾
10. 嫤
11. 筋 – „Muskel, Sehne“
12. 劤 – „stark“
13. 懃
14. 芹 – „Sellerie“
15. 菫 – „Veilchen“
16. 覲 – „pilgern“
17. 饉
18. 謹 – „vorsichtig“

### Personen
Personen mit Geun als einsilbigen Vornamen:
- Gwon Geun (1352–1409), koreanischer neokonfuzianischer Gelehrter

Personen, bei denen Geun Bestandteil des Vornamens ist:
- An Chung-gun (1879–1910), koreanischer Panasiatist und Nationalist
- Cha Bum-kun (* 1953), südkoreanischer Fußballspieler
- Ha Geun-chan (1931–2007), südkoreanischer Schriftsteller
- Jang Keun Suk (* 1987), südkoreanischer Schauspieler
- Kim Geun-ho (* 1984), südkoreanischer Eishockeyspieler
- Kim Geun-tae (1947–2011), südkoreanischer Politiker
- Kim Song Gun (* 1945), nordkoreanischer Maler
- Kim Song-gun (Eishockeyspieler) (* 1991), nordkoreanischer Eishockeyspieler
- Lee Geun-seok (1917–1950), südkoreanischer Brigadegeneral
- Moon Geun-young (* 1987), südkoreanische Schauspielerin
- Park Geun-hye (* 1952), südkoreanische Politikerin und Präsidentin
- Song Jae-kun (* 1974), südkoreanischer Shorttracker